# Megalithanlagen bei Wéris

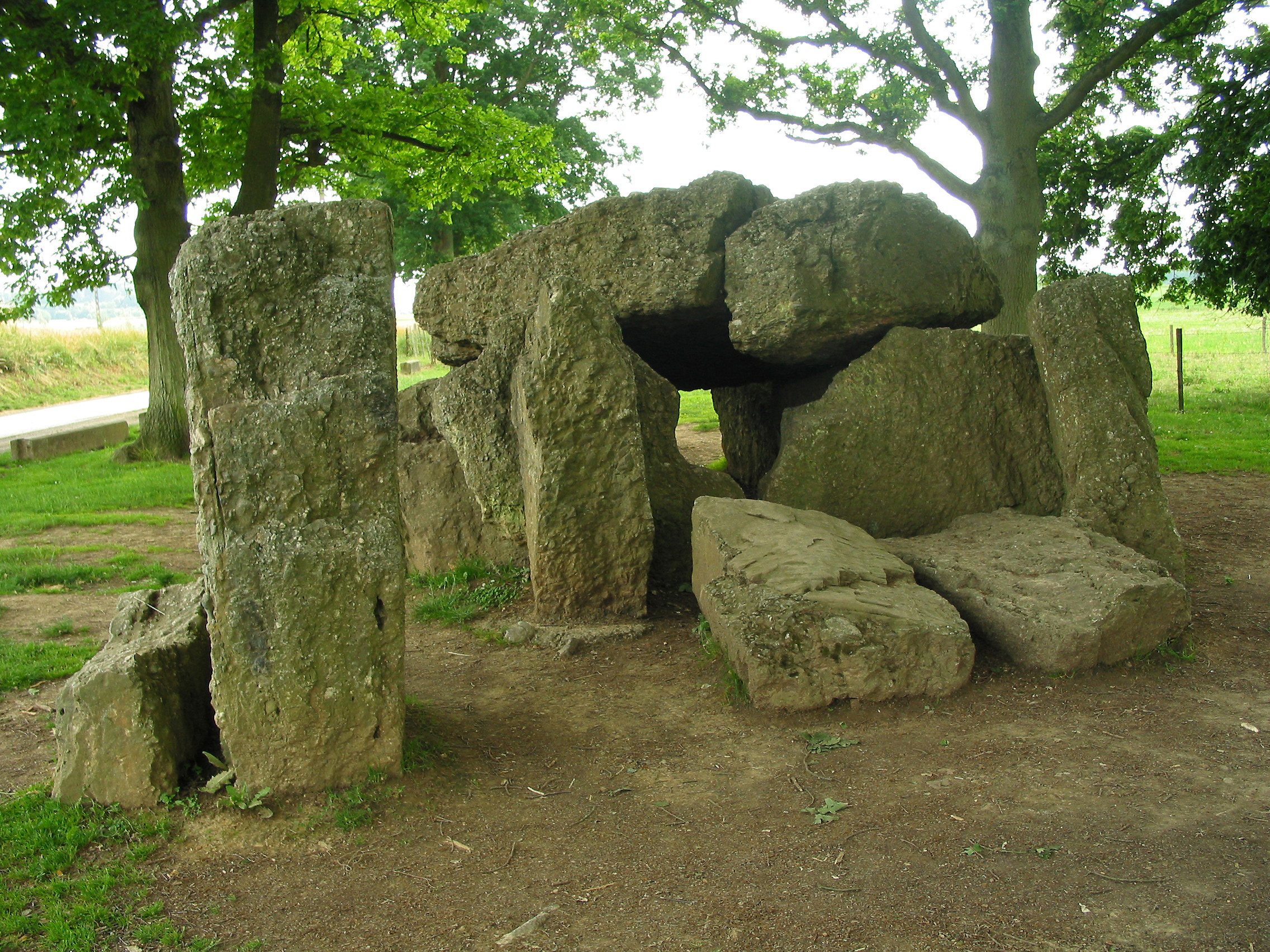
Galeriegrab I von Wéris

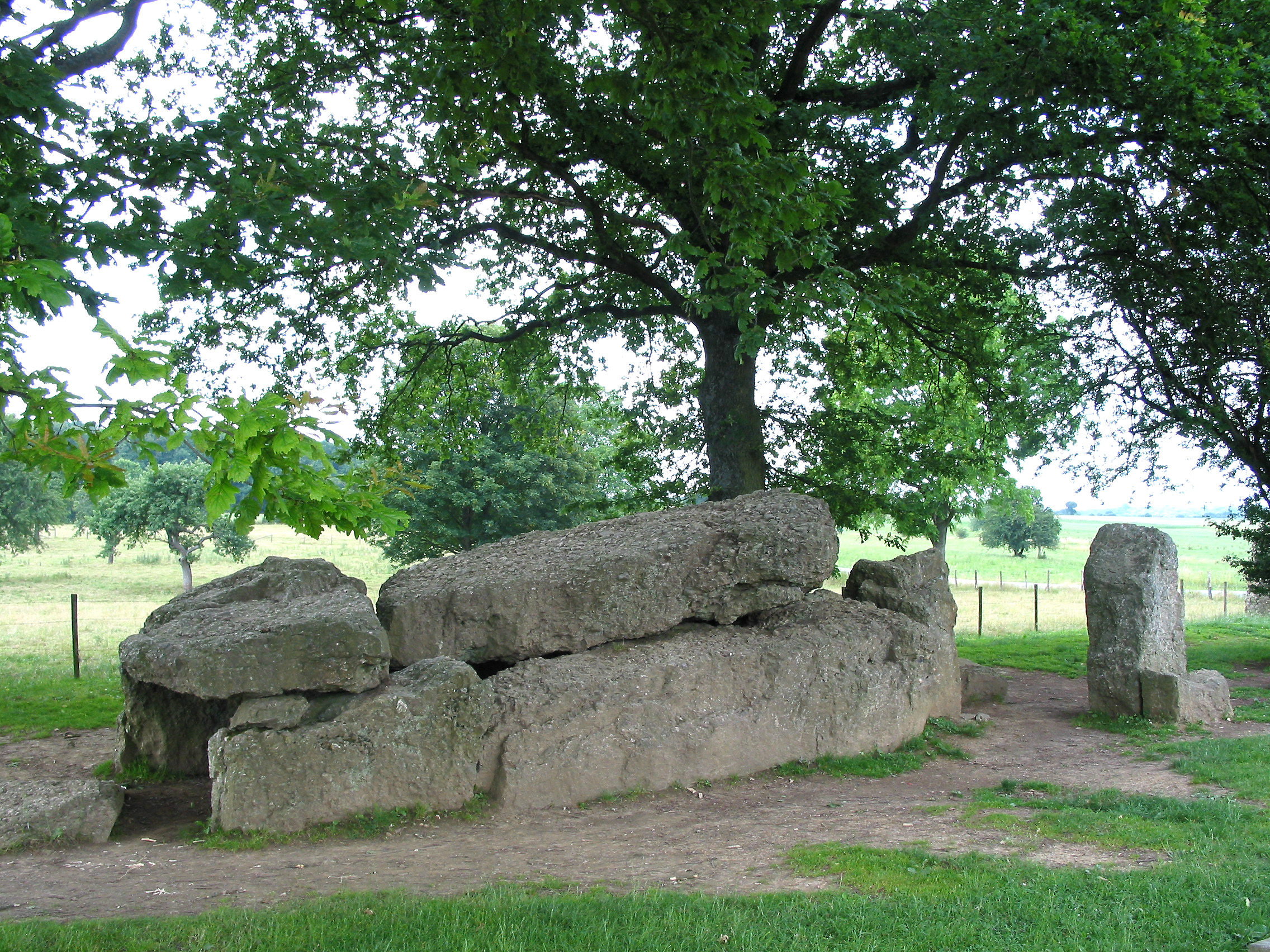
Galeriegrab I von Wéris

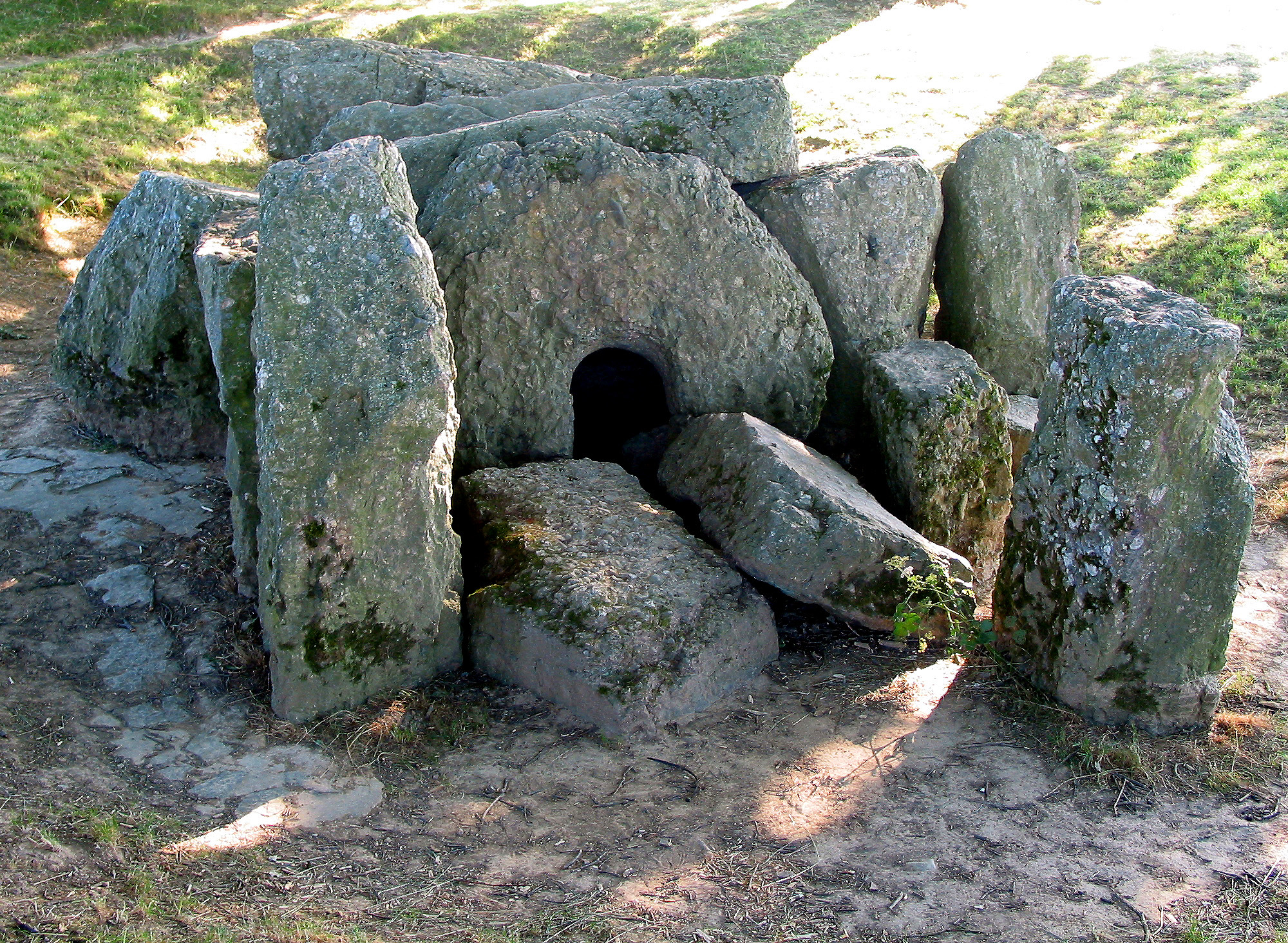
Galeriegrab II von Wéris-Oppagne

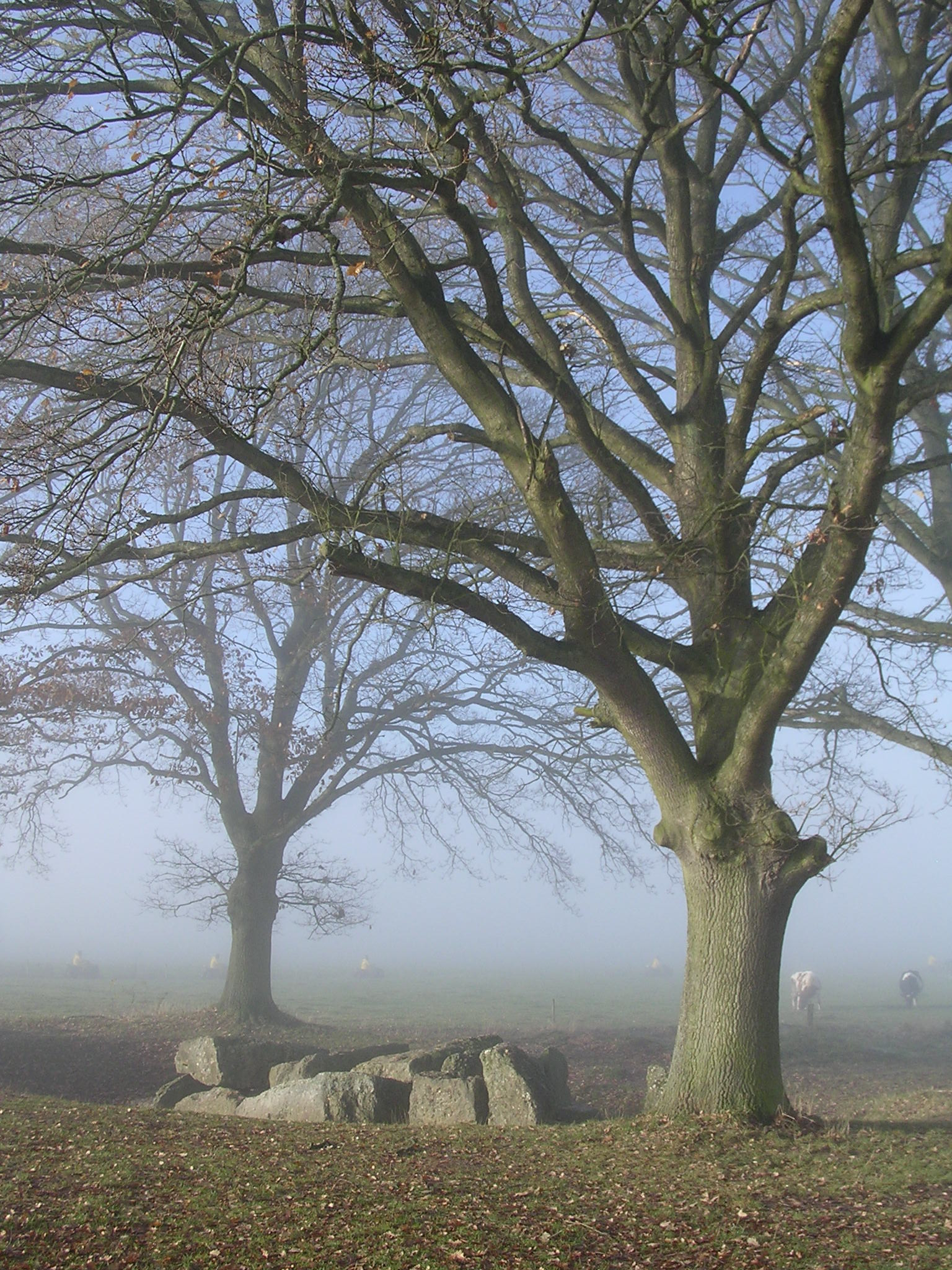
Galeriegrab II von Wéris-Oppagne

Koordinaten: 50° 19′ 17″ N, 5° 30′ 47″ O
Die wichtigsten Megalithanlagen in Belgien liegen in einem etwa 7 km langen Streifen bei Wéris (auch Wérix genannt). Der Ort liegt in der Region Wallonien, in der Nähe von Durbuy, im nördlichen Teil der belgischen Provinz Luxemburg. Es handelt sich um zwei Galerien und vier Menhire.

## Verbreitung
In Belgien existierten gesichert nur sechs Megalithanlagen, von denen drei einigermaßen erhalten sind. Die anderen wurden am Ende des 19. Jahrhunderts oder bereits früher (Allée couverte von Lamsoul) zerstört. Die am besten erhaltenen liegen bei Wéris.
Da es so wenige sind, ist es kaum möglich, über die Megalithanlagen tragfähige Verbindungen zwischen den Kulturen des dritten Jahrtausends v. Chr. herzustellen. Alle Standorte liegen bzw. lagen in einem Dreieck, mit Seitenlängen von ungefähr 50, 45 und 30 km in den belgischen Provinzen Namur und Luxemburg. Wahrscheinlich sind es Anlagen der Seine-Oise-Marne-Kultur (S-O-M) um 3100–2000 v. Chr. Die S-O-M-Kultur ist die jüngste jungsteinzeitliche Kultur Westeuropas mit Megalithanlagen und wegen ihrer Galeriegräber bekannt. Im Kreidegebiet der Marne gibt es auch Felsgräber der Kultur.

## Das kleinere Galeriegrab (Allée couverte)
Die eingetiefte Kammer hat innen eine Länge von 4,6 und eine Breite 1,2 m. Sie besteht aus fünf Tragsteinen und dem Lochstein als Zugang. Das Dach wird von drei Decksteinen gebildet. Von der Vorkammer existieren nur zwei Orthostaten. Die Anlage wurde 1888 entdeckt und von A. Charneux ausgegraben. Ihre Kammer enthielt Spuren einer Feuerstelle, menschliche und tierische Knochen, Kratzer und Pfeilspitzen aus Feuerstein und geschliffene Äxte sowie Scherben sehr grober und schlichter Tonware (wahrscheinlich SOM-Ware), und einige Scherben von mit Fischgrätenmuster dekorierter Ware der Glockenbecherkultur.

## Das größere Galeriegrab (Allée couverte)
Hat den gleichen Grundriss, ist aber nicht in den Boden eingetieft und wurde ursprünglich von einem Erdhügel bedeckt. Die Kammer hat eine Länge von 5,5 und eine Breite von 1,75 m. Auch sie besteht aus fünf Tragsteinen und dem Endstein mit dem Seelenloch. Ihr Dach wird von zwei Decksteinen gebildet, die aus einem zerbrochenen Stein von etwa 30 t Gewicht zusammengesetzt sind. Von der Vorkammer existieren nur zwei schmale Orthostaten. Galeriengräber, die auf Bodenniveau erbaut und von einem Hügel bedeckt (und gehalten) wurden, sind in der S-O-M Kultur selten. Die schon länger bekannte Anlage ist ausgeraubt worden. Der Überlieferung zufolge hat sie mehrere Skelette enthalten. Charneux nahm 1888 die Gelegenheit wahr, auch diese Galerie zu untersuchen, fand aber auch hier nur Spuren einer Feuerstelle, einige Knochen, Feuerstein- und Sandsteinartefakte sowie Scherben grober Töpferware.
Die beiden Anlagen scheinen Teil eines großen religiösen Komplexes zu sein. Auf einem geraden, über 7 km langen und NNE-SSW orientierten Streifen befanden sich neben den beiden Galerien fünf Menhire, darunter die drei Menhire von Bouhaimont bei Oppagne (Gemeinde Wéris). Die Megalithanlagen und Menhire von Wéris sind aus Nagelfluh oder Puddingstein (franz. Poudingue), der ungefähr drei Kilometer entfernt vorkommt. Beim so genannten Pennsylvania Bayard, bei Wenin (Gemeinde Wéris), ist es nicht möglich zu klären, ob er ein Fragment eines Menhirs oder der Überrest einer Megalithanlage ist.

## Megalithische Anlagen
Die Zahl der Anlagen in Belgien ist begrenzt; einige davon sind nur in der Literatur überliefert und drei sind Pseudo-Anlagen.
1. Dolmen von Bouffioulx; 2. Dolmen von Jambes; 3. Pseudoabri von Martouzin-Neuville; 4. Dolmen und Allée couverte d’Hargimont; 5. Allée couverte von Lamsoul; 6. Pseudosteinkreis von Forrières; 7. Allées couvertes von Wéris; 8. Dolmen von Laviô; 9. Pseudodolmen von Gomery; 10. Dolmen von Bonnert. Hinzu kommen zwölf Menhire.

## Die beiden zerstörten Anlagen
Über die bei Velaine (Gemeinde Jambes, Provinz Namur) lokalisierte Anlage ist praktisch nichts bekannt, außer dass es Pierre du Diable (Steine des Teufels) genannt wurde. Wenig mehr ist von der Anlage Bois des Lusce’s, bei Jemeppe-Hargimont (Provinz Luxemburg) bekannt. Sie enthielt, der Überlieferung zufolge, mehrere Skelette, war 15 m lang und 1,25 m breit und wahrscheinlich eingetieft, obwohl letzteres aus den alten Veröffentlichungen nicht deutlich wird. Es gibt keine Erwähnung einer Vorkammer oder eines Lochsteins. Die Kammer wurde von einer senkrechten Tafel an jedem Ende begrenzt, während ihre Seiten aus Trockenmauerwerk bestanden. Es ist kein Deckstein erwähnt und daher möglich, dass die Anlage eine hölzerne Decke hatte.

## Der Kontext
Im Kontext der europäischen Megalithen wird die belgische Gruppe eher isoliert betrachtet. Obwohl die Zahl der SOM-Funde aus Belgien den französischen nicht mehr nachsteht, liegen die nächsten Megalithanlagen in den französischen Ardennen wenigstens 100 km entfernt. Ungeachtet der wenigen Relikte wird heute aber angenommen, dass die belgischen Monumente zur SOM-Kultur gehören. Die Allée couvertes sind zwar typisch für diese Kultur, aber es gibt in ihrer Nachbarschaft auch zahlreiche Höhlen. Im Becken der Maas und ihrer Nebenflüsse wurden sie von den SOM-Leuten als kollektive Gräber genutzt. In Belgien gibt es wenigstens 80 Höhlen und Abris, die als Ossuarien eingestuft werden. Die meisten von ihnen gehören zur SOM-Kultur, wie die Grabbeigaben anzeigen. Die Kollektivbestattung in Höhlen wurde in diesem Gebiet auch während der Bronzezeit und der Hallstattzeit fortgesetzt.
Es ist lange betont worden, dass eine bemerkenswerte Ähnlichkeit zwischen der westfälischen und hessischen Wartberg-Kultur und der Seine-Oise-Marne-Kultur, hauptsächlich deren Megalithanlagen besteht. Die Provinz Limburg kann als Kontaktzone zwischen den Kulturen fungiert haben. In diesem Gebiet entdeckte P. J. R. Modderman die wichtige Gruft bei Stein, eine unmegalithische Version der Allee couvertes. Die mittlere Jungsteinzeit in Limburg ist von Modderman (1964) und Leendert Louwe Kooijmans (1976) untersucht worden. Einige der dortigen Elemente deuten auch auf Kontakte zwischen der SOM und der Wartberg-Kultur.
Die Dolmen von Wéris stehen seit 1974 unter Denkmalschutz, der nördliche Dolmen gilt als Patrimoine exceptionel. Informationen über die Anlagen stehen im Musée des Mégalithes von Wéris zur Verfügung.